# Marcel Rüedi
Marcel Rüedi (oft auch Marcel Ruedi; * 1. November 1938 in Winterthur; † 25. September 1986 am Makalu) war ein Schweizer Bergsteiger. Er erreichte insgesamt zehn Mal den Gipfel eines Achttausenders.

## Leben
1980 bestieg Rüedi mit dem Dhaulagiri seinen ersten Achttausender. 1981 beging er eine neue Route an der Nordwand des Eiger. 1983 gelang ihm zusammen mit Erhard Loretan und Jean-Claude Sonnenwyl die Besteigung der drei Hauptgipfel der Gasherbrum-Gruppe innerhalb von 15 Tagen (16.–30. Juni), wobei sie den Gasherbrum I über eine neue Routenvariante erreichten. 1984 erklomm er die Gipfel des Manaslu (30. April) und des Nanga Parbat (3. Juni). Damit hatte er fünf Achttausender in nur zwölf Monaten bestiegen. 1985 bestieg Rüedi als erster Schweizer zusammen mit Norbert Joos den K2. Im selben Jahr erreichte er, mit Oswald Oelz und Diego Wellig, noch den Shisha Pangma Central.
1986 stand er, als erster Schweizer, zusammen mit Peter Habeler, auf dem Gipfel des Cho Oyu. Zusammen mit Krzysztof Wielicki bestieg er im selben Jahr den Makalu über eine neue Routenvariante. Wielicki erreichte den Gipfel einige Stunden vor Rüedi und konnte noch ins oberste Biwak absteigen; Rüedi schaffte dies nicht. Reinhold Messner, der zur selben Zeit am Makalu war, sah Rüedi am folgenden Tag langsam vom Gipfel absteigen. Messner selbst war zu diesem Zeitpunkt am Makalu La auf etwa 7400 m. Rüedi soll zwar langsam, aber scheinbar sicher den Berg bis auf etwa 8000 m abgestiegen sein. Im Lager war bereits Tee für ihn gekocht worden, als er hinter einem Schneerücken verschwand und nicht mehr auftauchte. Messner fand Rüedi später kurz unterhalb von dessen Lager tot im Schnee sitzend.